# Петров Олексій Зиновійович
Олексій Зиновійович Петров (15 (28) жовтня 1910, Кошки — 9 травня 1972) — радянський математик і фізик-теоретик, академік АН УРСР (з 26 грудня 1969 року), засновник наукової школи з гравітації і теорії відносності, лауреат Ленінської премії. Автор класифікації точних розв'язків рівнянь Ейнштейна за можливими симетріями тензора Вейля (класифікація Петрова).

## Біографія
Народився 15 (28 жовтня) 1910 року в селі Кошки Самарської губернії (нині Самарської області). В 1937 році закінчив Казанський університет. Учасник німецько-радянської війни. В 1943–1969 роках працював в Казанському університеті. Член ВКП (б) з 1946 року. Професор з 1965 року. З 1970 року — завідувач відділом Інституту теоретичної фізики АН УРСР.

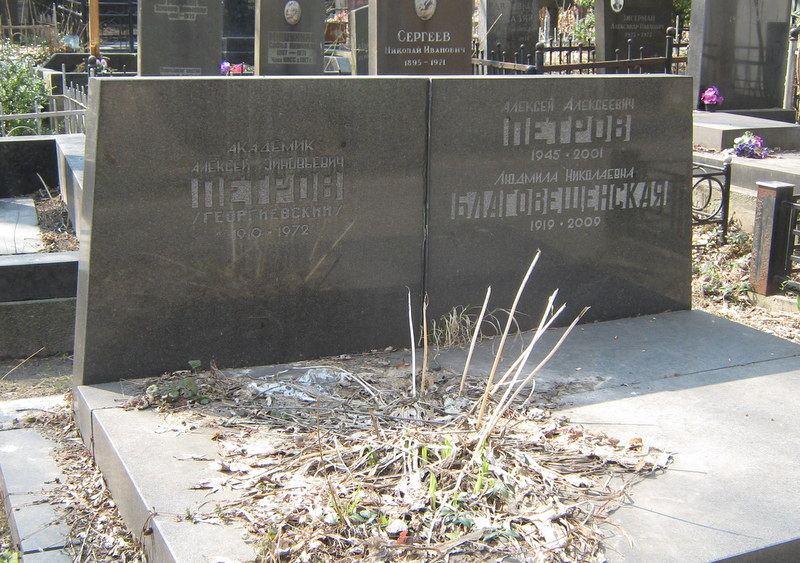
Могила Олексія Петрова

Помер 9 травня 1972 року. Похований в Києві на Байковому кладовищі.

## Наукова діяльність
Наукові праці з математичної фізики, загальної теорії відносності та теорії тяжіння. Виконав цикл досліджень з інваріантно-групових методів у теорії гравітації. Розробив нові методи вивчення гравітаційної радіації, енергії гравітаційного поля, моделювання полів тяжіння. Встановив існування трьох типів полів гравітації (типи Петрова). Розвинув загальну теорію моделювання гравітаційних полів і висунув ідею опису теорії тяжіння А. Ейнштейна в термінах плоского простору.

## Відзнаки
Нагороджений орденом «Знак Пошани» та медалями. Лауреат Ленінської премії (1972; за цикл робіт «інваріантно-групові методи в теорії гравітації»).